# William Mansfield (wicehrabia)
William Mansfield (ur. 21 sierpnia 1855, zm. 2 listopada 1921) – brytyjski arystokrata, syn Williama Mansfielda, 1. barona Sandhurst i Margaret Fellowes, córki Roberta Fellowesa.
Po śmierci ojca w 1876 r. odziedziczył tytuł barona Sandhurst i zasiadł w Izbie Lordów. Był dwukrotnie podsekretarzem stanu w ministerstwie wojny (w latach 1888 i 1892–1895). W 1895 r. został gubernatorem Bobmaju. Sprawował tę funkcję do roku 1900. Od 1912 r. aż do śmierci pełnił urząd Lorda Szambelana na dworze króla Jerzego V. W 1917 r. został mianowany wicehrabią Sandhurst.
20 lipca 1881 r. poślubił lady Victorię Alexandrinę Spencer (1855, zm. 13 marca 1906), córkę Fredericka Spencera, 4. hrabiego Spencer i Adelaide Seymour, córki pułkownika Horace'a Seymoura. William i Victoria mieli razem syna i córkę:
- John Robert Mansfield (4–5 września 1882)
- Elisabeth Mansfield (9 czerwca, zm. 17 października 1884)

5 lipca 1909 r. poślubił Eleonor Mary Caroline Arnold (zm. 5 grudnia 1934), córkę Matthew Arnolda. Małżeństwo to nie doczekało się potomstwa.
William zmarł w 1921 r. Nie pozostawił po sobie potomstwa. Wraz z jego śmiercią wygasł tytuł wicehrabiego Sandhurst. Tytuł barona odziedziczył jego młodszy brat, John.